# Padang Binjai
Padang Binjai is een bestuurslaag in het regentschap Kaur van de provincie Bengkulu, Indonesië. Padang Binjai telt 575 inwoners (volkstelling 2010).